# 후쿠오카현도 제542호선
후쿠오카현도 제542호 시카노시마 순환선(일본어: 福岡県道542号志賀島循環線)은 후쿠오카시 히가시구의 시카노섬을 한 바퀴 뺑 도는 일반 현도이다.

## 노선 정보
- 기점 : 후쿠오카현 후쿠오카시 히가시구
- 종점 : 후쿠오카현 후쿠오카시 히가시구

## 지리
- 접촉 가능한 도로 : 후쿠오카현도 제59호 시카노시마 와지로선[1]
- 연선 : 시카우미 신사(일본어판), 그 외의 나머지 상세 사항은 시카노섬의 본문을 참조

## 여담
2005년 3월 20일 당시 후쿠오카현 서쪽 해역 지진의 여파에 따라 도로의 통행이 전면적으로 금지되자, 이에 대한 복구 공사가 진행되면서 이 일대의 교통 불편이 가중된 적이 있다. 그 외에도 피해 역시 막대하게 발생되었지만 해당 도로의 전선이 완전히 복원된 시점은 2006년 10월 18일이 되어야 완전히 이루어졌다.